# 下条東町
下条東町（げじょうひがしまち）は、愛知県豊橋市の地名。

## 地理
豊橋市北部に位置する。東は石巻本町、西は下条西町に接する。

### 字一覧
- 池下（いけした）[WEB 5]
- 池尻（いけじり）[WEB 5]
- 池田（いけだ）[WEB 5]
- 池南（いけみなみ）[WEB 5]
- 石塚（いしづか）[WEB 5]
- 臼井（うすい）[WEB 5]
- 榎田（えのきだ）[WEB 5]
- 王西（おうにし）[WEB 5]
- 折地（おりじ）[WEB 5]
- 上大道（かみだいどう）[WEB 5]
- 上若根（かみわかね）[WEB 5]
- 北ケ谷（きたがや）[WEB 5]
- 木戸口（きどぐち）[WEB 5]
- 畦添（くろぞえ）[WEB 5]
- 花深前（けぶかまえ）[WEB 5]
- 小堀（こぼり）[WEB 5]
- 紺屋谷（こんやだに）[WEB 5]
- 沢渡（さわたり）[WEB 5]
- 下萱原（しもかやはら）[WEB 5]
- 下大道（しもだいどう）[WEB 5]
- 下若根（しもわかね）[WEB 5]
- 白石（しらいし）[WEB 5]
- 大師（たいし）[WEB 5]
- 塚田（つかだ）[WEB 5]
- 中通（なかどおり）[WEB 5]
- 中屋敷（なかやしき）[WEB 5]
- 西浦（にしうら）[WEB 5]
- 西ノ池（にしのいけ）[WEB 5]
- 広間（ひろま）[WEB 5]
- 古城（ふるしろ）[WEB 5]
- 星野（ほしの）[WEB 5]
- 松下（まつした）[WEB 5]
- 宮西（みやにし）[WEB 5]
- 宮脇（みやわき）[WEB 5]
- 谷口（やぐち）[WEB 5]

## 歴史

### 人口の変遷
国勢調査による人口および世帯数の推移。
| 1995年（平成7年）  | 182世帯 833人 |  |
| 2000年（平成12年） | 198世帯 840人 |  |
| 2005年（平成17年） | 210世帯 808人 |  |
| 2010年（平成22年） | 222世帯 787人 |  |
| 2015年（平成27年） | 228世帯 757人 |  |

### 沿革
- 1878年（明治11年） - 八名郡堀之内村・白石新田・竹之内村・藤ヶ池村の合併により、同郡東下条村が成立[2]。
- 1889年（明治22年） - 下条村大字東下条となる[2]。
- 1906年（明治39年） - 下川村大字東下条となる[2]。
- 1932年（昭和7年） - 豊橋市下条東町となる[2][3]。

## 交通
- 愛知県道豊橋鳳来線[1]

## 施設
- 曹洞宗金西寺[1]
- 下条保育園[1]
- 臨済宗妙心寺派正楽寺[1]
- 豊橋市立下条小学校[1]
- 下条郵便局[1]
- 法華宗陣門流乗運寺[1]
- 曹洞宗霊江寺[1]
- 八幡社[1]
- 比売天神社[1]
- 素戔嗚神社[1]

### WEB
1. ↑  “愛知県豊橋市の町丁・字一覧”.   人口統計ラボ. 2023年4月13日閲覧。
2. ↑  総務省統計局 (2017年1月27日). “平成27年国勢調査の調査結果(e-Stat) - 男女別人口及び世帯数 －町丁・字等” (CSV). 2021年7月21日閲覧。
3. ↑  “愛知県豊橋市の郵便番号一覧”.   日本郵便. 2023年4月13日閲覧。
4. ↑  “市外局番の一覧” (PDF).   総務省 (2022年3月1日). 2022年3月22日閲覧。
5. 1 2 3 4 5 6 7 8 9 10 11 12 13 14 15 16 17 18 19 20 21 22 23 24 25 26 27 28 29 30 31 32 33 34 35  “愛知県豊橋市 住所一覧から地図を検索”.   ONE COMPATH. 2023年8月17日閲覧。
6. ↑  総務省統計局 (2014年3月28日). “平成7年国勢調査の調査結果(e-Stat) - 男女別人口及び世帯数 －町丁・字等” (CSV). 2021年7月20日閲覧。
7. ↑  総務省統計局 (2014年5月30日). “平成12年国勢調査の調査結果(e-Stat) - 男女別人口及び世帯数 －町丁・字等” (CSV). 2021年7月20日閲覧。
8. ↑  総務省統計局 (2014年6月27日). “平成17年国勢調査の調査結果(e-Stat) - 男女別人口及び世帯数 －町丁・字等” (CSV). 2021年7月21日閲覧。
9. ↑  総務省統計局 (2012年1月20日). “平成22年国勢調査の調査結果(e-Stat) - 男女別人口及び世帯数 －町丁・字等” (CSV). 2021年7月21日閲覧。
10. ↑  総務省統計局 (2017年1月27日). “平成27年国勢調査の調査結果(e-Stat) - 男女別人口及び世帯数 －町丁・字等” (CSV). 2021年7月21日閲覧。

### 書籍
1. 1 2 3 4 5 6 7 8 9 10 11 12 13  「角川日本地名大辞典」編纂委員会 1989, p. 1787.
2. 1 2 3 4  「角川日本地名大辞典」編纂委員会 1989, p. 1111.
3. ↑  「角川日本地名大辞典」編纂委員会 1989, p. 525.